# برج هیدیرلیک
برج هیدیرلیک یا برج خضرایلیا (به ترکی استانبولی: Hıdırlık Kulesi) برج برجسته‌ای از سنگ قهوه ای در آنتالیا در کشور ترکیه است، در تقاطع کالاایچی با پارک کاراعلی اوغلو. اعتقاد بر این است که امپراتوری روم آن را در قرن دوم میلادی بر روی یک نقشه مربع ساخته‌است و در همان قرن، به برج دایره ای شکل تبدیل شد. از آن زمان به عنوان استحکامات یا فانوس دریایی استفاده شده‌است. نام فعلی آن، هیدیرلیک (به معنای «محلی از خضر») به معنی مکانی است که جشنواره خضر روز در آن برگزار می‌شود. خضر روز یا خضرایلیا یک جشنواره بهاری است. در برخی فرهنگهای مسلمانان اعتقاد بر این است که خضر و الیاس هر سال یکبار با یکدیگر دیدار می‌کنند. در این زمان، یک جشنواره بهاری برگزار می‌شود.

## نگارخانه

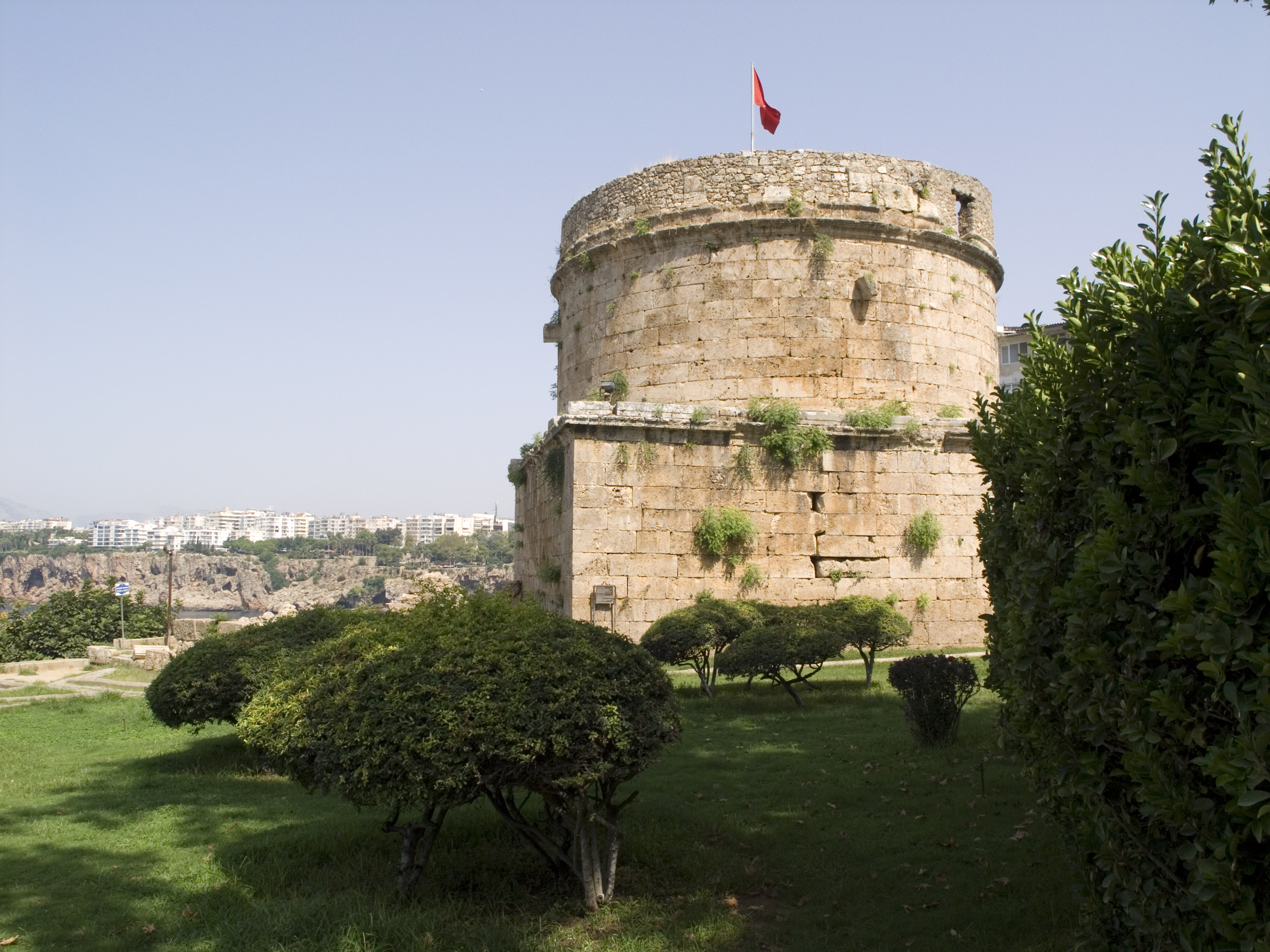
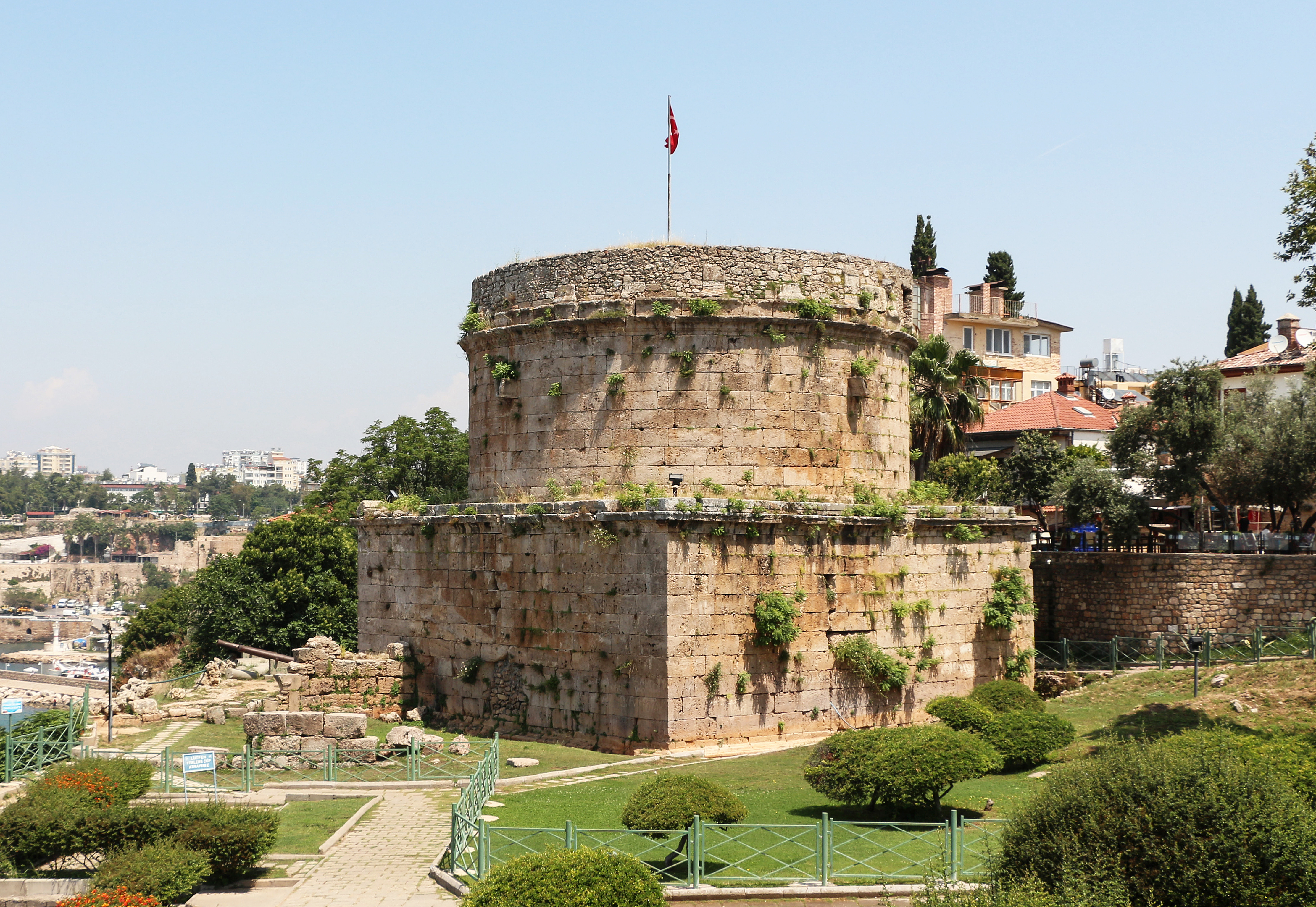
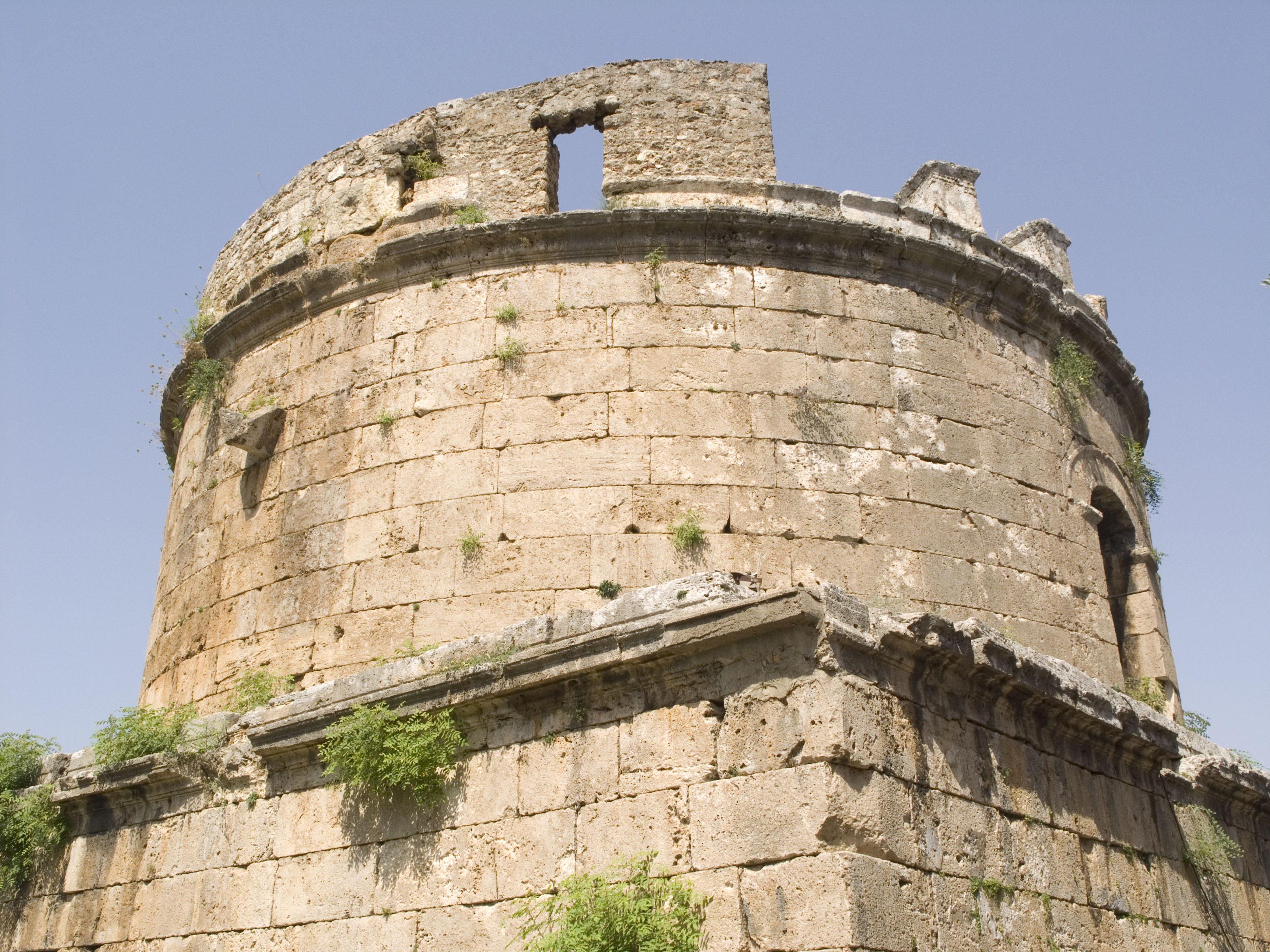
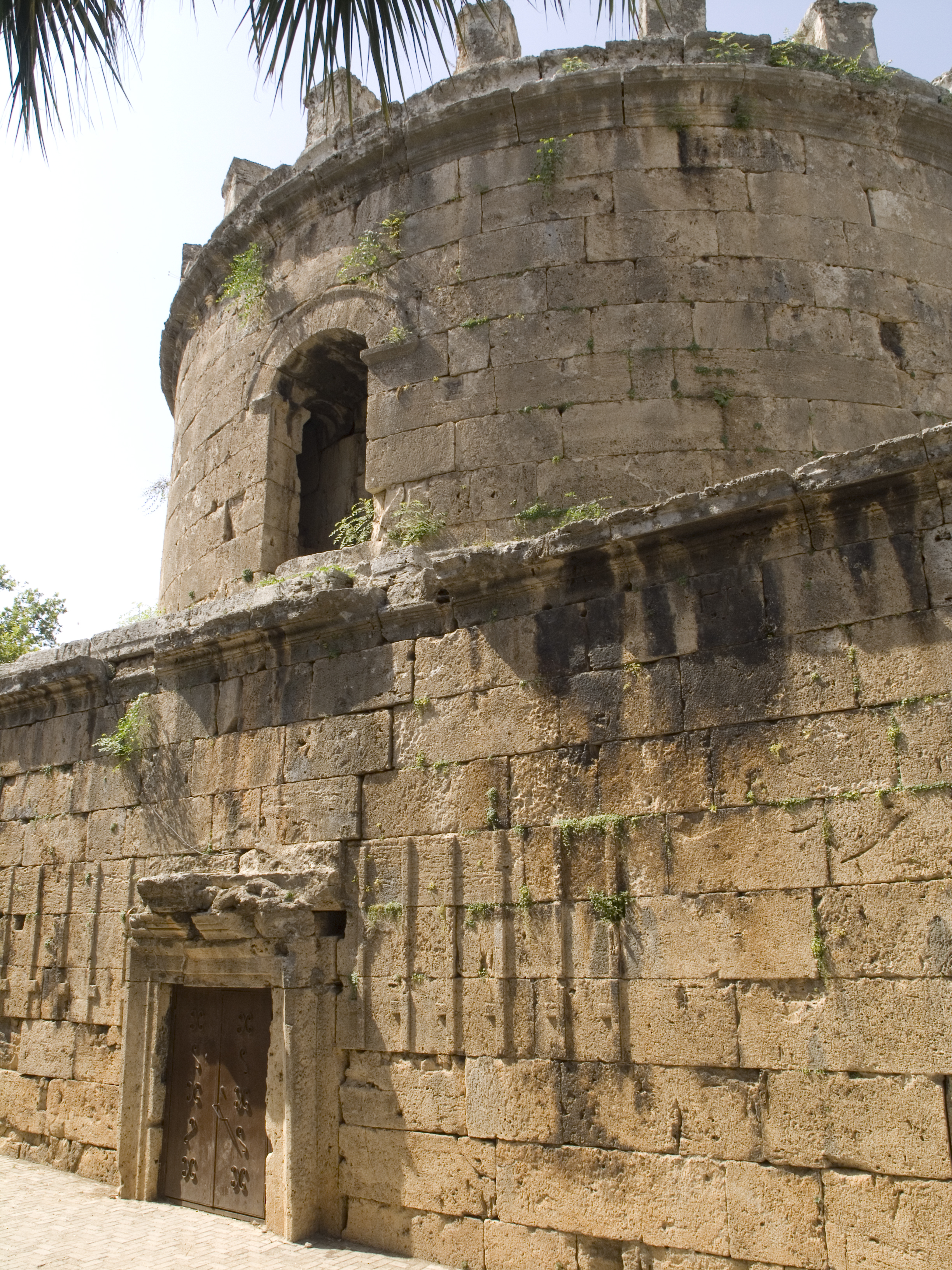
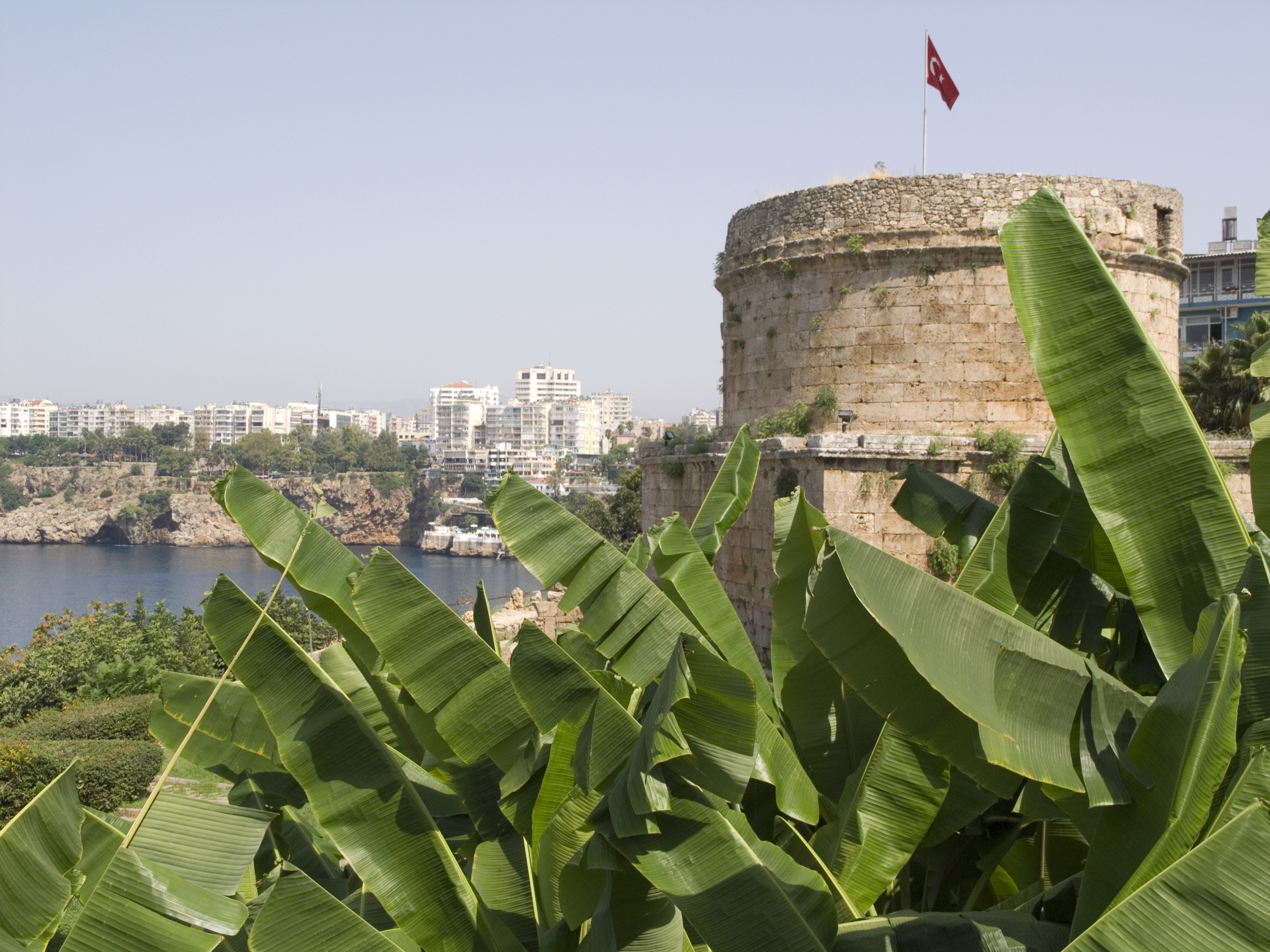